# Glyceria canadensis
Glyceria canadensis là một loài thực vật có hoa trong họ Hòa thảo. Loài này được (Michx.) Trin. mô tả khoa học đầu tiên năm 1830.

## Hình ảnh

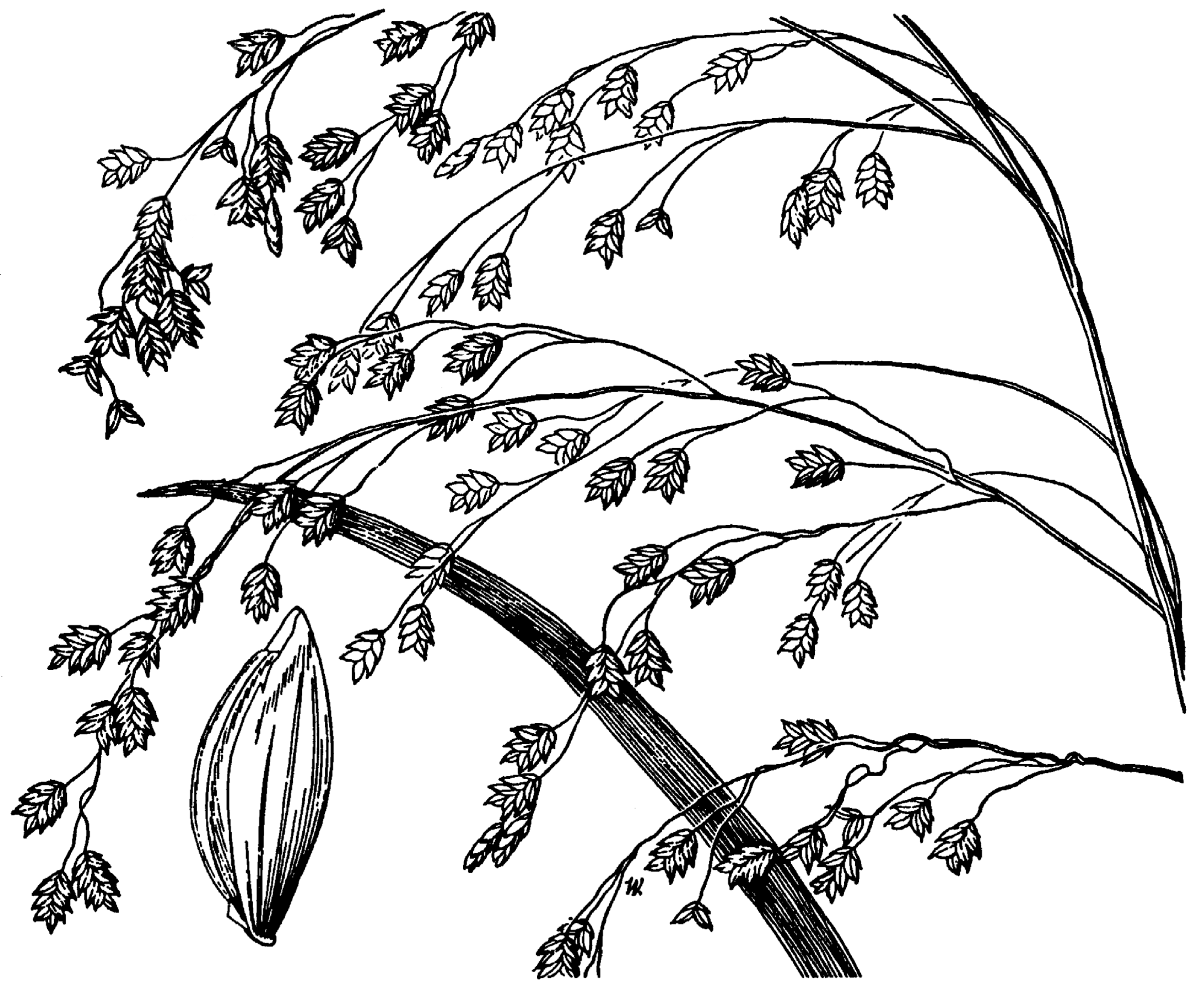